# Kuldip S. Halfter-Lonial
Kuldip S. Halfter-Lonial (* 30. November 1948 in West-Berlin; † 14. Januar 2018) war ein deutsch-amerikanischer Amerikanist und politischer Aktivist indischer Abstammung.

## Leben
Kuldip Samuel Lonial wurde als Sohn des amerikanischen Unteroffiziers Kuldip Lonial und der Deutschen Martina Halfter geboren. Nachdem der Vater vermutlich wegen Betruges unehrenhaft aus der US-Armee entlassen worden war, zog die Familie 1954 zurück in dessen amerikanische Heimat. Kuldip wuchs hier auf und besuchte ab 1968 die Universität von Ohio, wo er Wirtschaft und Musik studierte. Nach seinem Abschluss war er dort auch als Dozent tätig.
Lonial war in den 1970er-Jahren maßgeblich an der Bhagwan-Bewegung beteiligt, insbesondere an ihrer Politisierung. Diese Bewegung entwickelte sich synchron zur „Black-Power-Bewegung“, diente ihr auch vielfach als Vorbild. Lonial war gerade hier einflussreich und wurde intern zeitweilig in einem Atemzug mit Mahatma Gandhi genannt. Sein stets von ihm getragener Turban und seine geringe Körpergröße wurden zu seinem Markenzeichen. Durchaus bewundernd wurde er „Little Sam“ genannt. In dieser Zeit galt Savitri Devi als sein Vorbild, als deren Inkarnation er sich gelegentlich bezeichnete oder von anderen bezeichnet wurde. Er teilte auch ihren Antijudaismus und den Arierkult, was ihm insbesondere in Deutschland viele Kritiker einbrachte. Später distanzierte er sich zumindest zum Teil von früheren diesbezüglichen Äußerungen, insbesondere lobenden Worten für Adolf Hitler.
Lonial publizierte unter mehreren Synonymen (u. a. Baghwan Shree Rajneesh), auch aus Scham über die Verfehlungen seines Vaters, denen seinerzeit eine größere mediale Öffentlichkeit in den USA zukam.
Aus eben diesem Grund verließ Lonial 1983 die USA endgültig und zog nach West-Berlin, wo er nacheinander am John-F.-Kennedy-Institut, wie auch am Institut für Musikwissenschaft der FU promovieren wollte. Beide Vorhaben scheiterten aus unbekannten Gründen.
Dies bedeutete einen schweren Einschnitt in Lonials Leben. Er gab sich etwa seit Mitte der 1990er-Jahre in seinem sozialen Umfeld als Prof. Dr. Lonial aus. Auf diese Weise erschlich er sich das Vertrauen vieler Menschen, besonders von älteren Vermieterinnen. Gleichzeitig kam es zu Anzeigen wegen tätlichen Angriffen (auf andere Hausbewohner), Bedrohungen und Beleidigungen (er warf einer Vermieterin, selbst Überlebende der Shoah, vor, ihn „vergasen“ zu wollen) und Sachbeschädigungen. Wegen seiner Mietschulden wechselte er öfters die Wohnung. Zu seinem Lebensunterhalt handelte er mit indischen Accessoires auf Flohmärkten. Lonial war praktizierender Hindu.
Er verstarb 2018 in Berlin in Folge seines Diabetes.